# Lijst van radiozenders in Nederland
Dit is een lijst van radiozenders in Nederland. De lijst is een niet-actuele selectie van het totaalaanbod.

## Publieke omroepen

### Landelijke publieke zenders
| Zendernaam       | Mediabedrijf | Opmerkingen                                                     |
| ---------------- | ------------ | --------------------------------------------------------------- |
| NPO Radio 1      | NPO          |                                                                 |
| NPO Radio 2      | NPO          |                                                                 |
| NPO 3FM          | NPO          |                                                                 |
| NPO Klassiek     | NPO          | Voorheen NPO Radio 4.                                           |
| NPO Radio 5      | NPO          |                                                                 |
| NPO FunX         | NPO          | Ondergebracht bij Stichting FunX & Stichting G4 Radio.          |
| Extra kanalen    |              |                                                                 |
| NPO Blend        | NPO          |                                                                 |
| NPO Sterren NL   | NPO          |                                                                 |
| NPO Soul & Jazz  | NPO          | Voorheen NPO Radio 6 Soul & Jazz, later NPO Radio 2 Soul & Jazz |
| NPO Campus Radio | NPO          | Voorheen KX Radio, later NPO KX                                 |

### Regionale publieke zenders
| Zendernaam           | Mediabedrijf      | Doelregio                                                                                                 |
| -------------------- | ----------------- | --- |
| Radio Noord          | RTV Noord         | provincie Groningen                                                                                       |
| Radio Drenthe        | RTV Drenthe       | provincie Drenthe                                                                                         |
| Omrop Fryslân radio  | Omrop Fryslân     | provincie Friesland                                                                                       |
| NH Radio             | NH                | provincie Noord-Holland                                                                                   |
| Flevoland Radio      | Omroep Flevoland  | provincie Flevoland                                                                                       |
| Radio Oost           | RTV Oost          | provincie Overijssel                                                                                      |
| Radio Gelderland     | Omroep Gelderland | provincie Gelderland                                                                                      |
| Radio M Utrecht      | RTV Utrecht       | provincie Utrecht                                                                                         |
| Radio Rijnmond       | Rijnmond          | provincie Zuid-Holland-zuid (Rotterdam, Rijnmond, Dordrecht en zuidelijker)                               |
| Radio West           | Omroep West       | provincie Zuid-Holland-noord (Den Haag, Leiden, Alphen aan den Rijn en noordelijke deel van de provincie) |
| Omroep Zeeland Radio | Omroep Zeeland    | provincie Zeeland                                                                                         |
| Omroep Brabant       | Omroep Brabant    | provincie Noord-Brabant                                                                                   |
| L1 Radio             | Omroep Limburg    | provincie Limburg                                                                                         |

## Commerciële omroepen
De Nederlandse wet maakt geen onderscheid tussen landelijke en regionale omroepen, desondanks wordt dit onderscheid hier wel gemaakt.

### Commerciële omroep met landelijke FM / DAB+ frequentie
| Zendernaam      | Mediabedrijf                  | Opmerkingen                                                 |
| --------------- | ----------------------------- | ----------------------------------------------------------- |
| Radio 10        | Talpa Radio van Talpa Network | Via DAB+ extra kanalen.                                     |
| Radio 538       | Talpa Radio van Talpa Network | Via DAB+ extra kanaal: 538 Top 50.                          |
| Sky Radio       | Talpa Radio van Talpa Network | Via DAB+ extra kanaal: Sky Radio Hits of Xmas.              |
| Joe             | DPG Media Nederland           | Tot 31/08/2023 alleen via DAB+                              |
| Qmusic          | DPG Media Nederland           | Via DAB+ extra kanaal: Qmusic Nonstop.                      |
| 100% NL         | Mediahuis Nederland           |                                                             |
| Radio Veronica  | Mediahuis Nederland           |                                                             |
| SLAM!           | Mediahuis Nederland           | Per 01/09/2023 alleen via DAB+                              |
| Sublime         | Mediahuis NRC                 | Per 01/09/2023 alleen via DAB+                              |
| BNR Nieuwsradio | FD Mediagroep                 |                                                             |
| KINK            | Joy of a Toy                  | Via DAB+ en in Noord-Holland, Zuid-Holland en Utrecht op FM |

### Commerciële omroep met regionale FM- of DAB+-frequentie
| Zendernaam             | Mediabedrijf                                                 | Ontvangstgebied                                                          |
| ---------------------- | ------------------------------------------------------------ | ------------------------------------------------------------------------ |
| Coastline FM           | Stichting Radio Noord Nederland                              | Kop van Noord-Holland en Friesland                                       |
| Frysk FM               | Waterstad FM B.V.                                            | Friesland                                                                |
| Gigant FM              | Stichting Gigant FM                                          | Noord-Nederland                                                          |
| Grunn FM               | Waterstad FM B.V.                                            | Groningen (provincie)                                                    |
| Joy Radio              | Radio NL B.V.                                                | Groningen, Drenthe en Overijssel                                         |
| KBC Radio              | The Mighty KBC                                               | Utrecht                                                                  |
| Q-music Limburg        | Radio Limburg 97 FM B.V.                                     | Midden- en Zuid-Limburg                                                  |
| Radio 10 Brabant       | TiDa B.V.                                                    | Noord-Brabant                                                            |
| Radio Continu          | Stichting Radio Continu                                      | Friesland, Groningen, Drenthe, Overijssel, Noordoostpolder en Achterhoek |
| Radio Eemland          | Radio Eemland                                                | Eemland en randmeren (DAB+)                                              |
| Radio JND              | Bal Op Maat B.V.                                             | Noord-Brabant                                                            |
| Radio 972              | Stichting Haags Radio Erfgoed                                | Haaglanden en Rijnmond                                                   |
| Radio Seagull          | Stichting Administratiekantoor Lichtschip Jenni Baynton B.V. | Noord-Nederland                                                          |
| RadioNL                | Radio NL B.V.                                                | Vrijwel geheel Nederland                                                 |
| RADIONL Kids           | Radio NL B.V.                                                | Eindhoven en omstreken                                                   |
| Simone FM              | Radio Simone B.V.                                            | Drenthe en Groningen                                                     |
| Sleutelstad FM         | Stichting Haagse Media                                       | Leiden                                                                   |
| Ujala Radio            | MultiCultural Events and New Dutch Media B.V.                | Groot-Amsterdam                                                          |
| Koekstad Radio         | Schoppema Media Groep BV                                     | Stedendriehoek & Salland                                                 |
| Vahon Hindustani Radio | Stichting Karmavadische Sanatan Dharm Mahasabha Nederland    | Groot-Amsterdam                                                          |
| Waterstad FM           | Waterstad FM B.V.                                            | Friesland en Noordoostpolder                                             |
| Wild Hitradio          | Wild FM Hitradio B.V.                                        | Grote delen van Noord-Holland                                            |

Opgeheven (chronologisch)
- System FM was een regionale zender in Noord-Holland. In 2002 werd het laatste programma uitgezonden.
- Star FM is op 29 april 2008 gestopt met uitzenden. Frequenties over naar RadioNL.
- Radio Mexico is op 28 september 2010 gestopt met uitzenden als commerciële regionale omroep. Verder als lokale omroep. Frequentie over naar XFM.
- XFM is op 1 mei 2011 gestopt met uitzenden. Frequenties over naar Radio Hollandio.
- Royaal FM is op 16 mei 2011 gestopt met uitzenden. Frequentie over naar Radio Oranje Nationaal.
- Keizerstad FM is op 11 september 2011 gestopt met uitzenden. Frequenties over naar Radio Oranje Nationaal.
- Radio Hollandio wijzigde op 1 november 2012 naam in Puur NL.
- Holland FM is op 1 augustus 2013 opgegaan in Radio Continu.
- Radio Oranje Nationaal is op 15 augustus 2013 gestopt met uitzenden via de ether, frequenties over naar RadioNL.
- Radio Waddenzee is gestopt met uitzenden op 31 mei 2015, middengolffrequentie overgedragen aan KBC Radio.
- Radio Paradijs heeft op 31 augustus 2017 haar uitzendingen gestaakt. De zender heeft geen nieuwe vergunning gekregen.
- Freez FM is per 1 september 2017 alleen nog maar via internet te horen.
- Fresh FM is sinds september 2017 niet meer in de ether te ontvangen. De zender verloor haar licentie om op FM uit te zenden omdat ze weigerden de in hun FM-kavel ingecalculeerde verbeteringen van de ontvangst in gebruik te nemen.
- Puur NL is vanaf 1 december 2017 opgegaan in Radio NL.
- Radio 8FM zond uit tot 2019.
- Radio Decibel zond uit in Noord-Holland, Zuid-Holland en Utrecht en is medio januari 2024 gestopt, de FM-frequenties zijn overgenomen door Kink.

### Bijzondere zenders
- Radio Bloemendaal (Kerkzender voor de regio Noord-Holland)
- British Forces Broadcasting Service (BFBS) (Britse soldatenzender in Maastricht en Brunssum met klein bereik)
- AFN Europe
- CFN/RFC
- Concertzender
- Hallokids Radio